# إلهام القرضاوي
د. إلهام القرضاوي (19 سبتمبر 1959 في سمنود، مصر) هي أستاذة الفيزياء النووية بجامعة قطر وابنة الداعية المعروف يوسف القرضاوي البكرية، حاصلة على الماجستير والدكتوراه من إنجلترا، وحاصلة على جائزة «أحمد باديب للتفوق العلمي للمرأة العربية» في مجال الفيزياء النووية 
تعمل مجموعة الدكتورة إلهام القرضاوي البحثية في جامعة قطر على أبحاث «البوزيترون» لعدد من السنوات في علم دراسة المواد وقامت ببناء أول جهاز شعاع بوزيتروني في منطقة الشرق الأوسط.

## جوائز
ترشح د. إلهام القرضاوي لجائزة أحمد باديب للتفوق العلمي للمرأة العربية، وهي الجائزة التي يمنحها معهد العالم العربي بباريس بالتعاون مع الشبكة العالمية للبحث حول العلم والدين في الإسلام وجامعة باريس البينمناهجية، في شراكة علمية مع منظمة اليونسكو، جاء نتيجة لإتفاق لجنة التحكيم بشأن جدية مشروعها البحثي، ونشاطها الفعال لنشر ثقافة العلم وتشجيع البحث العلمي، ومشاركتها في مختلف المؤتمرات والانشطة العلمية.
وقد تقاسمت الدكتورة إلهام القرضاوي الجائزة التي تبلغ قيمتها عشرة آلاف يورو مع السيدة أسماء عبادة استاذة الفيزياء النووية بجامعة باريس.

## وصلات خارجية
- تكريم الدكتورة إلهام القرضاوي في مؤتمر دولي بباريس[وصلة مكسورة]، العلم والدين في الإسلام
- د. إلهام القرضاوي تفوز بجائزة الإبداع العلمي للمرأة العربية